# Chloropoea orthosialis
Chloropoea orthosialis är en fjärilsart som beskrevs av Jacob Hübner 1816. Chloropoea orthosialis ingår i släktet Chloropoea och familjen praktfjärilar. Inga underarter finns listade i Catalogue of Life.